# Cray SV1
El Cray SV1 es un supercomputador de procesadores escalares de la división Cray Research de Silicon Graphics introducido en 1998. El SV1 fue sucedido por los supercomputadores vectoriales Cray X1 y X1E. Al igual que su predecesor, el Cray J90, el SV1 usaba procesadores CMOS, los cuales bajaban el costo del sistema y permitían enfriarlos por aire. El SV1 era compatible con el software del J90 y del Y-MP, y corría el mismo sistema operativo UNICOS, derivado del UNIX. El SV1 usaba la representación de coma flotante de Cray, no el formato de coma flotante IEEE 754 usada en los sistemas Cray T3E y algunos Cray T90.
Al contrario que los anteriores diseños de Cray, el SV1 incluía una caché vectorial. También incorporaba una característica llamada "multi-streaming" (multi-corriente o multi-flujo), en la cual cada procesador de las cuatro placas de procesadores trabajaban juntos para formar un procesador virtual con un rendimiento cuatro veces mayor. El procesador SV1 funcionaba a una velocidad de 300 MHz. Posteriores variantes del SV1, el SV1e y SV1ex, corrían a 500 MHz, el último tenía también memoria más rápida y soporte para los dispositivos de Almacenamiento de Estado Sólido SSD-I (SSD, Solid-State Storage Device). El sistema podía incluir hasta 32 procesadores con hasta 512 buses de memoria compartida. 
Múltiples gabinetes SV1 podían agruparse entre ellos usando un canal de E/S GigaRing, el también proveía conexión a dispositivos HIPPI, FDDI, ATM, Ethernet y SCSI para servicios de red, disco y cinta. En teoría hasta 32 nodos podían agruparse entre ellos, ofreciendo un rendimiento teórico pico de 1 teraflop.